# Astragalus aharicus
Astragalus aharicus är en ärtväxtart som beskrevs av Maassoumi och Dieter Podlech. Astragalus aharicus ingår i släktet vedlar, och familjen ärtväxter. Inga underarter finns listade i Catalogue of Life.